# Elonus hesperus
Elonus hesperus es una especie de coleóptero de la familia Aderidae.

## Distribución geográfica
Habita en Oklahoma (Estados Unidos).